# Poreč Trophy 2023
Il Poreč Trophy 2023, ventiquattresima edizione della corsa, valido come evento dell'UCI Europe Tour 2023 categoria 1.2, si svolse il 5 marzo 2023 su un percorso di 156 km, con partenza da Parenzo e arrivo a Torre, in Croazia. La vittoria fu appannaggio del polacco Patryk Stosz, il quale completò il percorso in 3h20'14", alla media di 46,745 km/h, davanti al ceco Adam Ťoupalík e al francese Thibaud Gruel.
Sul traguardo di Torre 160 ciclisti, sui 180 partiti da Parenzo, portarono a termine la competizione.

## Squadre partecipanti
| N.      | Cod. | Squadra                        |
| ------- | ---- | ------------------------------ |
| 1-6     | WSA  | WSA KTM Graz p/b Leomo         |
| 11-16   | COR  | Team Corratec                  |
| 21-25   | GBF  | G. Project-BardianiCSF-Faizanè |
| 31-36   | CHE  | Svizzera                       |
| 41-45   | GAL  | Gallina Ecotek Lucchini        |
| 51-56   | ADR  | Adria Mobil                    |
| 61-66   | ADQ  | Astana Qazaqstan DT            |
| 71-76   | ATT  | ATT Investments                |
| 81-86   | CGF  | EC Groupama-FDJ                |
| 91-96   | CPK  | Team Colpack Ballan            |
| 101-106 | CTK  | Cycling Team Kranj             |
| 111-116 | EFD  | EF Education-Nippo DT          |
| 121-126 | EKA  | Elkov-Kasper                   |
| 131-136 | HAC  | Hrinkow Advarics               |
| 141-145 | HBA  | Hagens Berman Axeon            |

| N.      | Cod. | Squadra                        |
| ------- | ---- | ------------------------------ |
| 151-156 | ICA  | Israel-Premier Tech Academy    |
| 161-165 | JVD  | Jumbo-Visma Development Team   |
| 171-176 | LGS  | Ljubljana Gusto Santic         |
| 181-186 | MSP  | HRE Mazowsze Serce Polski      |
| 191-196 | PUS  | P&S Benotti                    |
| 201-206 | SRT  | Scorpions Racing Team          |
| 211-216 | RNO  | Rad-Net Oßwald                 |
| 221-226 | SVL  | Saris Rouvy Sauerland Team     |
| 231-236 | SWT  | Santic-Wibatech                |
| 241-244 | TER  | Team Technipes inEmiliaRomagna |
| 251-256 | TIR  | Tirol KTM Cycling Team         |
| 261-266 | TUU  | Tudor Pro Cycling Team U23     |
| 271-276 | VOS  | Voster ATS Team                |
| 281-286 | ---  | mebloJOGI Pro-concrete         |
| 291-295 | ---  | Kamen Team                     |

## Ordine d'arrivo (Top 10)
| Pos. | Corridore           | Squadra     | Tempo    |
| ---- | ------------------- | ----------- | -------- |
| 1    | Patryk Stosz        | Voster      | 3h20'14" |
| 2    | Adam Ťoupalík       | Elkov       | s.t.     |
| 3    | Thibaud Gruel       | EC FDJ      | s.t.     |
| 4    | Nicolas Dalla Valle | Corratec    | s.t.     |
| 5    | Tilen Finkšt        | Adria Mobil | s.t.     |
| 6    | Bartłomiej Proć     | Santic      | s.t.     |
| 7    | Moritz Kretschy     | Rad-Net     | s.t.     |
| 8    | Lorenzo Conforti    | Gr. Project | s.t.     |
| 9    | Savelij Laptev      | Astana DT   | s.t.     |
| 10   | Viktor Potočki      | Ljubljana   | s.t.     |